# Louis Grandeau

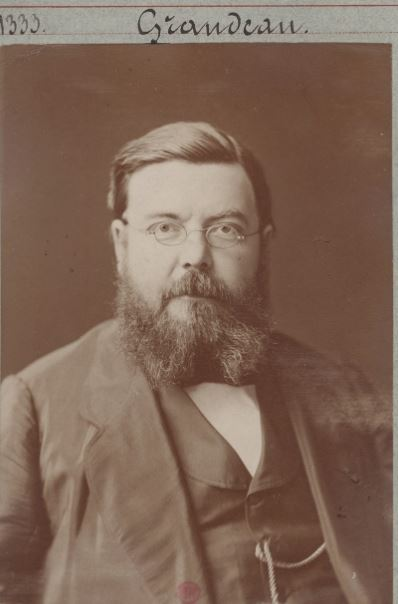

Louis Nicolas Grandeau (* 29. Mai 1834 in Pont-à-Mousson; † 22. September 1911 in Interlaken) war ein französischer Chemiker und Agronom.
Seine Eltern waren Jean Francois Joseph Grandeau und Marie Joseph, geb. Lacretelle. Er promovierte 1862 mit der Arbeit Recherches sur la présence du rubidium et du coesium dans les eaux naturelles zum Mineralwasser im Kanton Bourbonne-les-Bains und wurde Professor an der Ècole forestière in Nancy.
Grandeau starb am 22. September 1911 in Interlaken.

## Veröffentlichungen
- La production agricole en France, son présent et son avenir. Paris, 1885.
- Traité d’analyse des matières agricoles: sols, eaux, amendements, engrais …. Berger-Levrault, Paris 1877 (gallica.bnf.fr).
- Chimie et physiologie appliquées a l’agriculture et a la sylviculture. In: Cours d’agriculture de l’école forestière. Berger-Levrault, Paris 1879.